# Zbigniew Rawicz (piosenkarz)
Zbigniew Rawicz właśc. Zbigniew Władyka (ur. 2 lutego 1912 we Lwowie, zm. 27 sierpnia 1966 w Warszawie) – polski piosenkarz.

## Życiorys
Urodził się 2 lutego 1912 roku we Lwowie. Po ukończeniu gimnazjum rozpoczął studia prawnicze na Uniwersytecie Jana Kazimierza oraz naukę śpiewu u Czesława Zaremby. Zadebiutował w grudniu 1938 roku na płytach Syrena Electro. Drugą serię płyt nagrał w styczniu 1939 roku, a następną w czerwcu tego samego roku. We wrześniu 1939 roku walczył na froncie. Podczas okupacji hitlerowskiej śpiewał w kawiarniach warszawskich oraz uczestniczył w podziemnych koncertach. Ponadto kontynuował naukę śpiewu u Magdaleny Maliszewskiej-Halfterowej. Należał do Armii Krajowej i brał udział w powstaniu warszawskim.
Po wojnie, dzięki dużej aktywności artystycznej, stał się bardzo znany. Nagrywał płyty w poznańskiej wytwórni Mewa, a od 1948 roku w Muzie. W latach 1946–1966 wziął udział w blisko czterech tysiącach koncertów (w tym również na cele społeczne – w szpitalach, szkołach, domach dziecka itp.). Wystąpił na także z ponad 300. recitalami w Polskim Radiu. W latach pięćdziesiątych koncertował za granicą – w Austrii, Rumunii, Bułgarii, na Węgrzech. 3 kwietnia 1961 roku obchodził w Sali Kongresowej jubileusz 25-lecia pracy artystycznej.
Dysponował tenorem lirycznym, nazywano go polskim Tino Rossim, celował w interpretacjach piosenek włoskich, pieśni neapolitańskich, kompozycji Bixia, Curtisa, Capui. Ostatnich nagrań dokonał w czerwcu 1961 roku. Nękany chorobą, wycofał się z życia artystycznego. Zmarł 27 sierpnia 1966 roku w Warszawie.

## Dyskografia
Zadebiutował w grudniu 1938 roku na płytach Syrena Electro. Jego pierwsze utwory to dwa walce angielskie: „Dziękuję ci za wszystko” z muzyką Czesława Kaczyńskiego i słowami Emanuela Schlechtera oraz „Sam na sam” z muzyką Adama Lewandowskiego i słowami Schlechtera. Nagrał wtedy 3 płyty z akompaniamentem Orkiestry Tanecznej Syrena Rekord pod dyrekcją Iwo Wesby'ego. Drugą serię 4 płyt nagrał w styczniu 1939 roku. Ostatnią płytę przed wojną nagrał w czerwcu.
Po wojnie nagrywał płyty dla wytwórni Mewa (wydawane z etykietą „Melodje”), a od 1948 roku w „Muzie”. Ostatnią płytę nagrał w czerwcu 1961 roku.

### płyty 10", 78 obr./min. (szelakowe)
- Muza 1013: Czarnoksiężnik / Noc
- Muza 1014: Wierz mi dziewczyno / Wspominałem ten dzień
- Muza 1015: Całuj mnie mocno / Zakochany